# Pompeo Lanza
Pompeo Lanza (Capua, ... – Bari, 1559) è stato un diplomatico italiano al servizio di Bona Sforza, regina di Polonia.

## Biografia
Nacque a Capua (oggi in provincia di Caserta) nella prima metà del XVI secolo, da Rainaldo, patrizio capuano (morto dopo il 1544), e dalla prima moglie Maria della Ratta (de La Rath), patrizia capuana, discendente dagli antichi conti di Caserta. Laureatosi a Napoli in utroque jure (diritto civile e canonico), verosimilmente verso la fine degli anni '40 del XVI secolo fu assunto da Bona Sforza, regina di Polonia (vedova di re Sigismondo I Jagellone), quale agente diplomatico (agens equivaleva ad assistente dell’oràtor, ovvero dell'ambasciatore e dava diritto all'appellativo di magnifico, così come a lui si rivolgeva la sovrana nella corrispondenza) con il compito di coadiuvare Giovan Lorenzo Pappacoda, oràtor della Sforza a Bruxelles presso l'imperatore Carlo V d'Asburgo, ove rimase diversi anni benvoluto, e, dal 1554, a Londra - ad Hampton Court - presso Filippo d'Asburgo (figlio di Carlo V) e la sua sposa Maria Tudor ("Maria la Sanguinaria"), regina d'Inghilterra.
Le missive autografe scritte dalla regina di Polonia al Lanza tra il 1554 e il 1556 sono trentuno e furono tutte inviate da Varsavia, dove la sovrana risiedeva; conservate nell'archivio privato Lanza a Capua, esse sono state pubblicate nel 1998 dall'Accademia Polacca delle Scienze, in Roma 
Già nel 1549 nei registri della cancelleria capuana è annotato un incarico che Pompeo Lanza dové svolgere presso la corte di Bruxelles, mentre sarà nominato formalmente ambasciatore dell'universitas di Capua presso gli Asburgo il 4 gennaio 1556: fu incaricato dal Consiglio dei Quaranta di fare il baciamano e la riverenza al nuovo re Filippo a Londra, chiedendogli, 
nell'occasione, la conferma degli antichi privilegi già concessi alla città di Capua (la "Regni clavis").
 
Il 13 novembre 1552 Pompeo ottiene da Carlo V per sé e per i suoi fratelli Scipione, Pirro Antonio, Carlo e Giulio Cesare Lanza la nomina a suoi regi Familiari e continui Commensali: le loro eventuali cause civili o penali potevano essere istruite dinanzi al Viceré di Napoli in persona; i fratelli Lanza venivano tra l'altro autorizzati a portare al seguito un'arma e due domestici (famuli).

Nel settembre 1556 Pompeo ottiene da Filippo II, succeduto al padre sul trono di Spagna e delle Fiandre, la patente di regio avvocato fiscale delle province di Otranto e Bari. La relativa patente reale proviene dall'archivio privato Lanza.

Ritornato in Italia nel maggio 1557 il Lanza fu immesso effettivamente nella carica di avvocato fiscale con lettere esecutorie del 4 novembre di quell'anno, epoca in cui dové trasferirsi a Bari ove sposò la nobile Sibilla Pensina, morendo di lì a pochi mesi.